# Housewife, 49
Housewife, 49 é um telefilme britânico de 2006 dirigido por Gavin Millar e estrelado por Victoria Wood. O filme baseia-se nos diários de guerra de Nella Last e relata as experiências de uma mãe e dona de casa na cidade de Barrow-in-Furness no norte da Inglaterra durante a Segunda Guerra Mundial. Foi originalmente transmitido no Reino Unido pela ITV em 10 de dezembro de 2006.

## Elenco
- Victoria Wood como Nella Last
- David Threlfall como 'Daddy', Will Last
- Christopher Harper como Cliff Last
- Ben Crompton como Arthur Last
- Lorraine Ashbourne como Dot
- Sally Bankes [2] como Mrs Whittaker
- Stephanie Cole como Mrs Waite